# Caloptilia kisoensis
Caloptilia kisoensis är en fjärilsart som beskrevs av Tosio Kumata 1982. Caloptilia kisoensis ingår i släktet Caloptilia och familjen styltmalar. Inga underarter finns listade i Catalogue of Life.